# Josef Hauser (Skilangläufer)
Josef Hauser (* 29. Februar 1940) ist ein ehemaliger österreichischer Skilangläufer.
Hauser errang bei den Nordischen Skiweltmeisterschaften 1970 in Štrbské Pleso den 47. Platz über 50 km. Bei seiner einzigen Teilnahme an Olympischen Winterspielen im Februar 1972 in Sapporo nahm er am 30-km-Lauf und zusammen mit Herbert Wachter, Ulli Öhlböck und Heinrich Wallner am Staffelrennen teil. Beide Rennen wurden von ihm aber vorzeitig beendet.